# Bob Vila
Robert Joseph Vila, dit Bob Vila, est un animateur d'émissions de télévisions de rénovations, réalisateur et producteur américain né le 20 juin 1946 à Miami, Floride (États-Unis), connu pour This Old House (1979–1989), Bob Vila's Home Again (1990–2005) et Bob Vila (2005–2007).

## Biographie
Vila, un cubano-américain, est originaire de Miami, en Floride. Quand Vila était enfant, son père construisit la maison familiale à la main. Vila est diplômée du Miami Jackson High School (en) et a étudié le journalisme à l'Université de Floride. Après avoir obtenu son diplôme en 1969, il a été volontaire au Corps de la paix, travaillant au Panama à la fin des années 1960. Il est ensuite allé en Europe pendant deux ans pour étudier et voyager, avant de retourner aux États-Unis et de s'inscrire au Boston Architectural Center.
Vila a été embauché comme animateur de This Old House en 1979 après avoir reçu le prix "Heritage House of 1978" du magazine Better Homes and Gardens, pour la restauration d'une maison victorienne italienne à Newton, dans le Massachusetts. Dans l'émission  This Old House , Vila est apparu avec le charpentier Norm Abram (en) alors qu'eux-mêmes et d'autres avaient rénové des maisons. En 1989, il quitte la série à la suite d’un désaccord concernant son implication dans des endossements commerciaux extérieurs pour la société Rickel (en) basée au New Jersey, et le retrait subséquent de la souscription par le concurrent Home Depot et le fournisseur de bois d'œuvre Weyerhaeuser de Rickel. Il a été remplacé par Steve Thomas.
Après avoir quitté This Old House, Vila a commencé à animer Bob Vila's Home Again, (renommé simplement Bob Vila en 2005), un programme hebdomadaire syndiqué de rénovation domiciliaire. Sa série a été diffusée pendant 16 saisons en syndication avant d'être annulée par le distributeur CBS Television Distribution (en) en raison de la baisse des cotes d'écoute; la série reste en rediffusions et sur le service de streaming PlutoTV. Sa relation avec Rickel a également été de courte durée, car il a signé un contrat de promotion avec Sears en 1990 pour présenter leur gamme d'outils Craftsman; la relation a pris fin de manière acrimonieuse en 2006 à la suite d'un règlement judiciaire.
Vila est également apparue dans trois épisodes de la comédie de situation Home Improvement en 1992 et 1993 comme lui-même dans "Tool Time", l'émission fictive de la sitcom, où le personnage principal et l'animateur de la télévision par câble Tim Taylor (joué par Tim Allen) le voit comme un rival et fait de vaines tentatives pour surpasser Vila. Contrairement à Home Improvement, quand Allen a été interrogé par Nintendo Power et lui a demandé s'il pouvait créer un jeu vidéo, Allen en a proposé un sur les aspects de la menuiserie, et la scène finale serait le joueur en vedette sur Bob Vila's Home Again. En vérité, Allen lui rendrait la pareille en apparaissant dans Home Again avec son propre projet de rénovation domiciliaire à Beverly Hills, Michigan.
Vila a également fait une apparition dans la comédie parodique de 1993 Hot Shots! 2.
Vila a écrit 10 livres, dont une série de cinq livres intitulée Bob Vila's Guide to Historic Homes of America.
Vila est apparu sur le réseau Home Shopping Network (en) en vendant une gamme d'outils sous sa propre marque qu'il a fondé en 2016.

## Filmographie

### comme Réalisateur
- 1990 : Home Again with Bob Vila (série TV)

### comme Producteur
- 1990 : Home Again with Bob Vila (série TV)